# バザルト
バザルト (Basalt) は 、スクウェア・エニックスのコンピュータゲーム『フロントミッション』シリーズに登場する架空の企業。
ここでは、バザルトと同じE.C.イタリアの企業であるバレストロ (Balestoro) についても解説する。

## バザルト

### 会社概要
- 社名　 Basalt
- 本社　 ECイタリア
- 創業　 1899年
- 登場作品　『FMO』『1ST』『4th』

### 沿革
第2次ハフマン紛争期には唯一イタリアでWAPを開発していたことで知られる。価格面に優れており、また、WAPに曲線構造をいちはやく取り入れている。

### ヴァンツァー

#### ガルボ・シリーズ
| ガルボ(Galbo)           | ガルボ(Galbo)           |
| ----------------------- | ----------------------- |
| メーカー                | バザルト(E.C.イタリア)  |
| 固定武装                | なし                    |
| 携帯火器                | MULS-P規格適応品        |
| 主要搭乗者              | キース・カラベル サーナ |
| クラスタシア(Crustacia) |                         |
| メーカー                | バザルト(E.C.イタリア)  |
| 固定武装                | なし                    |
| 携帯火器                | MULS-P規格適応品        |

第2次ハフマン紛争以前に開発された、水中作業用WAWのフレームを元にした旧式WAP。装甲のわりには軽量で、紛争前期まで長く活躍した。開発経緯から登場は前半のみで後継機も出現しないが、その特徴的な丸い腕部とボディが記憶に残る機体である。
- ガルボSV
- ガルボMRX

#### クラスタシア・シリーズ
各種機能のバランスの良さから、メカニック対応型として発表されたが、USNでは限定的な採用に留まった。よって、『5th』のレア機体の一つとされるが、入手箇所であるサバイバルシミュレーターが軍内部でどのような位置づけをされているかは不明。脚部は逆足タイプ、平べったい箱型の胴体で、腕部、脚部供にやや細い印象。
- キャンサー
- カラパス
クラスタシアの改造バリエーション。

#### ギザ・シリーズ
ガルボの耐久性を強化し、汎用性も高めたシリーズ。後に業務提携を結んだレオノーラ・エンタープライズ社によって同機種が生産されることになる。
- ゲイン
- ゲネム
同シリーズのバザルト社による派生系。

#### 主な搭乗パイロット
- ガルボ・シリーズ
  - キース・カラベル(1ST)
  - サーナ(2089-II)

### 兵器
- マシンガン
  - モストロ・シリーズ
- ショットガン
  - ゲイル・シリーズ

## バレストロ

### 会社概要
- 社名　 Balestoro
- 本社　 ECイタリア
- 創業　 2073年
- 登場作品  『FMO』『1ST』『2nd』『4th』

### 沿革
E.C.イタリアの新興メーカー。E.C.域内では唯一支援ポッドを開発している企業として知られる。他企業には真似の出来ない高いコストパフォーマンスを誇る。

### ヴァンツァー
オパディア
『2nd』で登場。脚部に逆関節機構を採用し、腕部にバスーカを搭載。

#### ストレーガ・シリーズ
バレストロが開発した初のWAP。同時期の他社WAPと比較して、傑出したポイントはないが、トータルバランスとコンパクトさが評価され、人気が高い。また、細身のシルエットであるため被弾面積が少なく、生存率が高い。短期間に改良が繰り返され、U.S.N.の多くの州軍に配備された。
stregaは魔女、diabloは悪魔を意味するイタリア語。
- ストレーガ【1st,FMO】
  - ストレーガG【FMO】
  - ストレーガG4【FMO】
  - ストレーガV【FMO】
- ディアブロG【FMO】
  - ディアブロG2【FMO】

#### ロブスト・シリーズ
『2nd』では、OCU陸軍に採用されていた攻撃機。

#### WAP用兵器
- ショットガン
  - アヴェルラ
- ロッド
  - クルセイダー
- シールド
  - ウィングシールド(Wing Shield)
  - エンジェルシールド
  - ジュピターシールド
  - マーキュリーシールド
  - フェザーシールド

#### その他の兵器
| SP10     | SP10               |
| -------- | ------------------ |
| メーカー | バレストロ         |
| 固定武装 | SP10シールド       |
| 携帯火器 | MULS-P規格適応品？ |

支援ポッド
SP10a
『2nd』に登場。初期型は非武装だったが、自衛用に、胴体内に7.7mmの機銃一門を備えたSP10bや火炎放射器を備えるSP10b-Fが存在する。